# Nathalie Sarraute
Nathalie Sarraute (IPA: [nata'li sa'ʁot]) (n. 18 iulie, 1900 în Ivanovo, Rusia – d. 19 octombrie, 1999 în Paris, Franța) a fost o avocată și scriitoare franceză cu origini evreiești din Rusia. A fost căsătorită cu Raymond Sarraute, un avocat cu care a avut trei copii. Cea mai importantă operă a sa este Portretul Omului Necunoscut (1948).